# The Unforgiven (film)
The Unforgiven is een Amerikaanse western uit 1960 onder regie van John Huston. Het scenario is gebaseerd op de gelijknamige roman uit 1957 van de Amerikaanse auteur Alan Le May.

## Verhaal
Een oudere, wraakzuchtige vreemdeling rijdt met zijn paard een Texaans stadje binnen. Hij veroorzaakt heel wat deining en familieruzies met zijn bewering dat Rachel Zachary in feite een ontvoerde indiaanse is.

## Rolverdeling
| Acteur           | Personage        |
| ---------------- | ---------------- |
| Burt Lancaster   | Ben Zachary      |
| Audrey Hepburn   | Rachel Zachary   |
| Audie Murphy     | Cash Zachary     |
| John Saxon       | Johnny Portugal  |
| Charles Bickford | Zeb Rawlins      |
| Lillian Gish     | Mattilda Zachary |
| Albert Salmi     | Charles Rawlins  |
| Joseph Wiseman   | Abe Kelsey       |
| June Walker      | Hagar Rawlins    |
| Kipp Hamilton    | Georgia Rawlins  |
| Arnold Merritt   | Jude Rawlins     |
| Doug McClure     | Andy Zachary     |
| Carlos Rivas     | Lost Bird        |